# Tom spielt Feuerwerker
Tom spielt Feuerwerker ist ein US-amerikanischer Zeichentrick-Kurzfilm von William Hanna und Joseph Barbera aus dem Jahr 1943.

## Handlung
Tom jagt mal wieder Jerry. Der flüchtet in den Keller des Hauses, wo bald der Krieg im Kleinen tobt. Beide Tiere verschanzen sich auf unterschiedlichen Seiten, es knallen die Sektkorken, fliegen Tomaten und Eier („Hen Grenades“) und werden Glühlampen von kleinen Spielzeugfliegern geworfen. Als Jerry den in einem Waschzuber treibenden Tom versenkt, verfasst er als Lieutenant Jerry eine Pressemitteilung mit dem Text „Sighted Cat Sunk Same“ („Katze gesehen und versenkt“) – eine Anspielung auf den durch die US-Propaganda berühmt gewordenen Funkspruch eines Piloten der United States Navy, der nach der (vermeintlichen) Versenkung eines deutschen U-Bootes lakonisch gemeldet hatte „Sighted Sub Sunk Same“.
Die Schlacht wird mit Feuerwerkskörpern fortgesetzt. Am Ende unterliegt Tom: Als er Jerry mit einem Pümpel gefangen hat und an eine Rakete binden will, verknotet er selbst seine Hände an der Rakete und fliegt gen Himmel. Das Feuerwerk malt die US-amerikanische Flagge in den Himmel und Jerry salutiert. Zum Abschluss schreibt er eine weitere Pressemitteilung, in dem er darum bittet, mehr Katzen geschickt zu bekommen („Send more Cats“ – eine Anspielung auf das James Devereux nach der Schlacht um Wake zugeschriebene Zitat „Send (us) more Japs“).

## Produktion
Tom spielt Feuerwerker war der elfte Tom-und-Jerry-Trickfilm der MGM-Trickfilmserie Tom und Jerry. Er kam am 26. Juni 1943 in Technicolor in die Kinos.

## Auszeichnungen
Tom spielt Feuerwerker gewann 1944 den Oscar in der Kategorie „Bester animierter Kurzfilm“. Es war der erste von insgesamt sieben Tom-und-Jerry-Trickfilmen, die mit einem Oscar ausgezeichnet wurden.